# Paralimna sera
Paralimna sera är en tvåvingeart som beskrevs av Cresson 1933. Paralimna sera ingår i släktet Paralimna och familjen vattenflugor. Inga underarter finns listade i Catalogue of Life.